# 4949 Akasofu
4949 Akasofu (tên chỉ định: (4949) 1988 WE) là một tiểu hành tinh vành đai chính. Nó được phát hiện bởi Takuo Kojima ở trạm YGCO Chiyoda ở Nhật Bản ngày 29 tháng 11 năm 1988. Nó được đặt theo tên Syun-Ichi Akasofu ởĐại học Alaska Fairbanks.